# Vinnarna
Vinnarna är den tredje och avslutande romanen i Fredrik Backmans trilogi Björnstad. Boken publicerades år 2021 av Bokförlaget Forum. 